# 建設三路駅
建設三路駅（けんせつさんろえき）は、中華人民共和国浙江省杭州市蕭山区市心北路と建設三路の交差点に位置する杭州地下鉄2号線と7号線の駅。

## 歴史
- 2014年11月24日：2号線の駅として開業[1]。
- 2020年12月30日：7号線の駅が開業し、乗換駅となる[2]。

## 駅構造
2号線・7号線とも島式ホーム1面2線を有する地下駅である。2号線ホームは市心北路寄りの、7号線ホームは建設三路寄りの地下にある。

### のりば
| 路線                   | 方向 | 行先                       |
| ---------------------- | ---- | -------------------------- |
| 2号線ホーム（地下2階） |      |                            |
| ■ 2号線                | 下り | 朝陽方面                   |
| ■ 2号線                | 上り | 良渚方面                   |
| 7号線ホーム（地下4階） |      |                            |
| ■ 7号線                | 下り | 呉山広場方面               |
| ■ 7号線                | 上り | 蕭山国際機場・江東二路方面 |

（出典：杭州地下鉄:站内空间示意图）

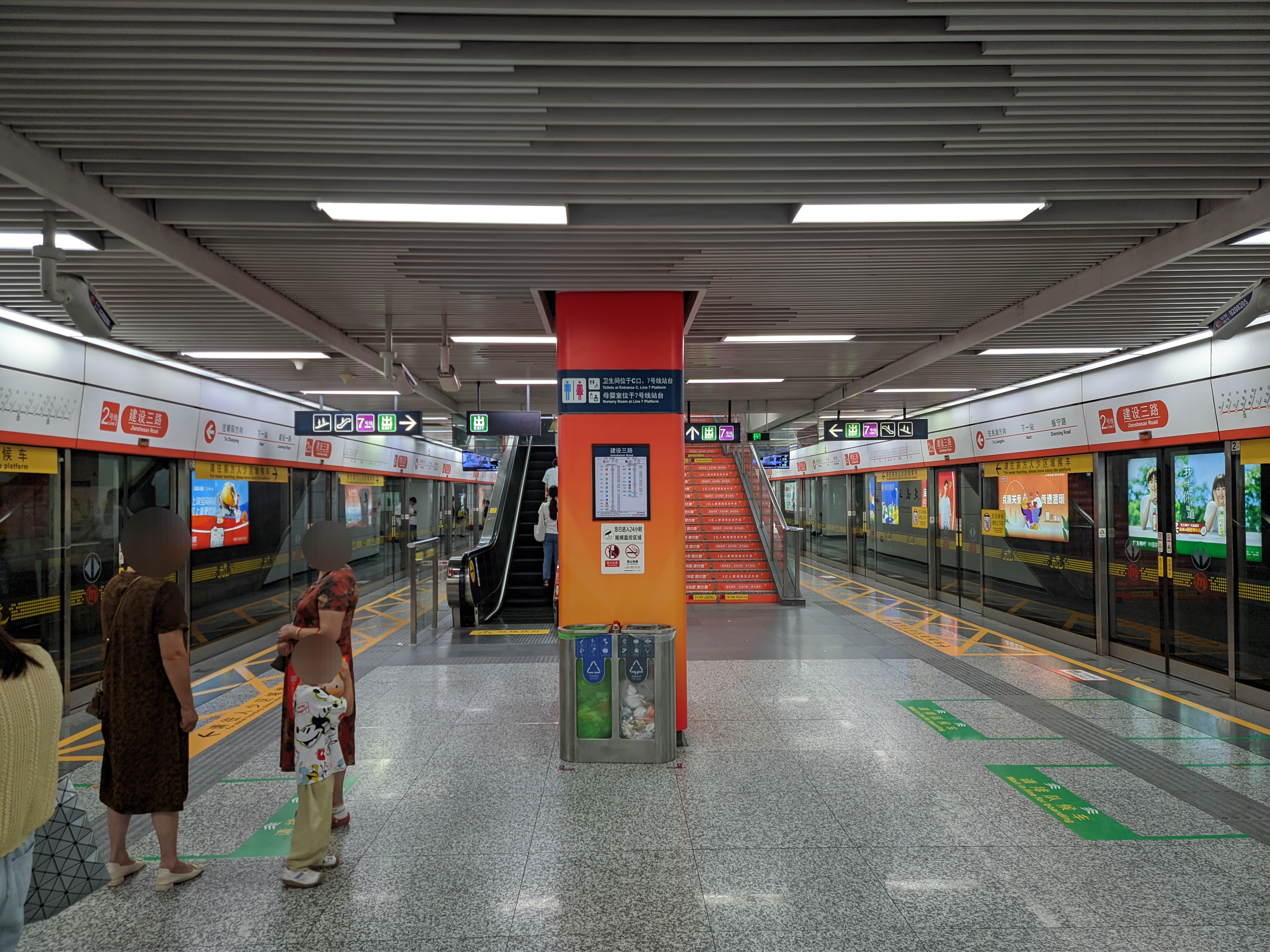
2号線ホーム
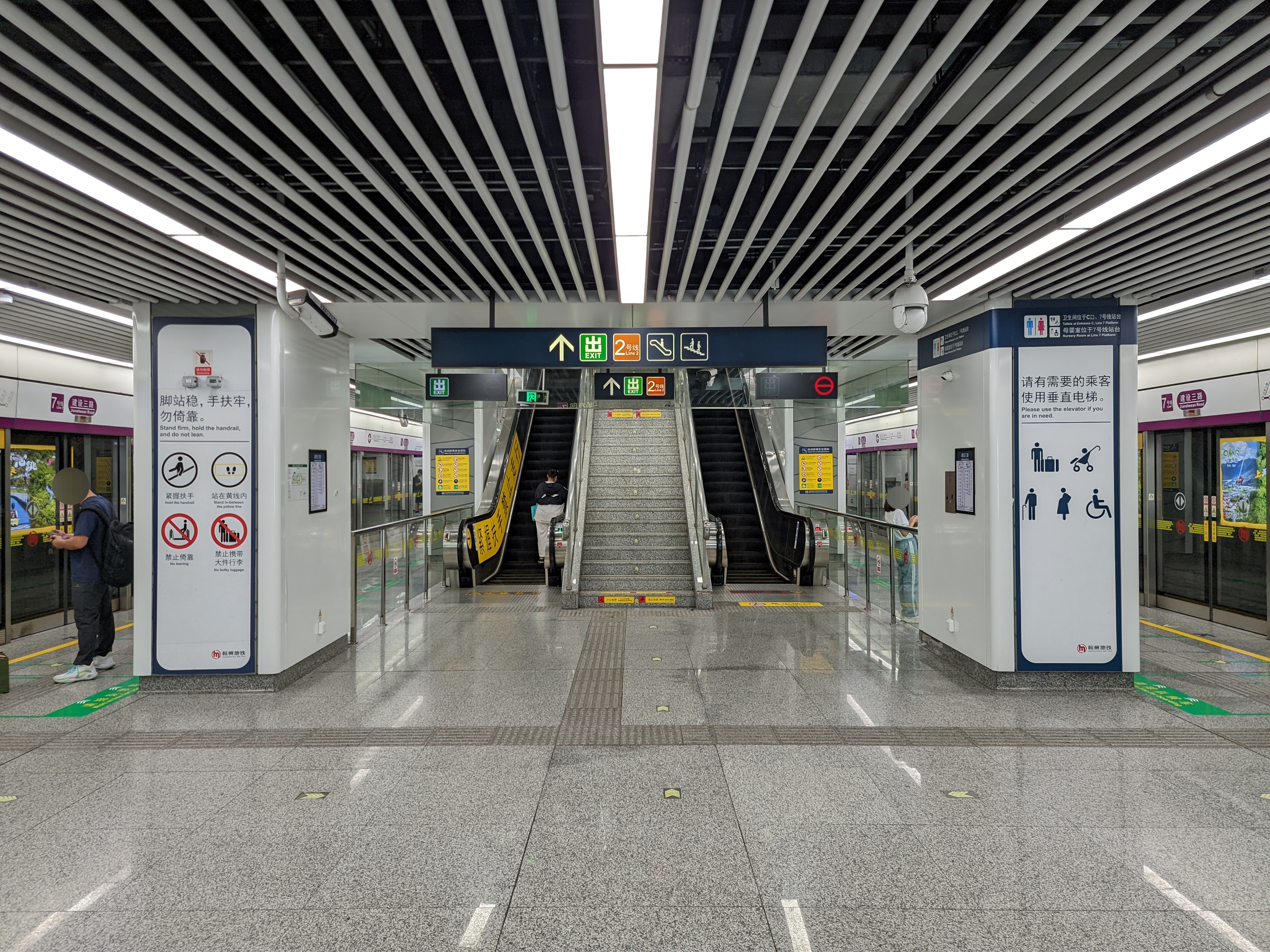
7号線ホーム
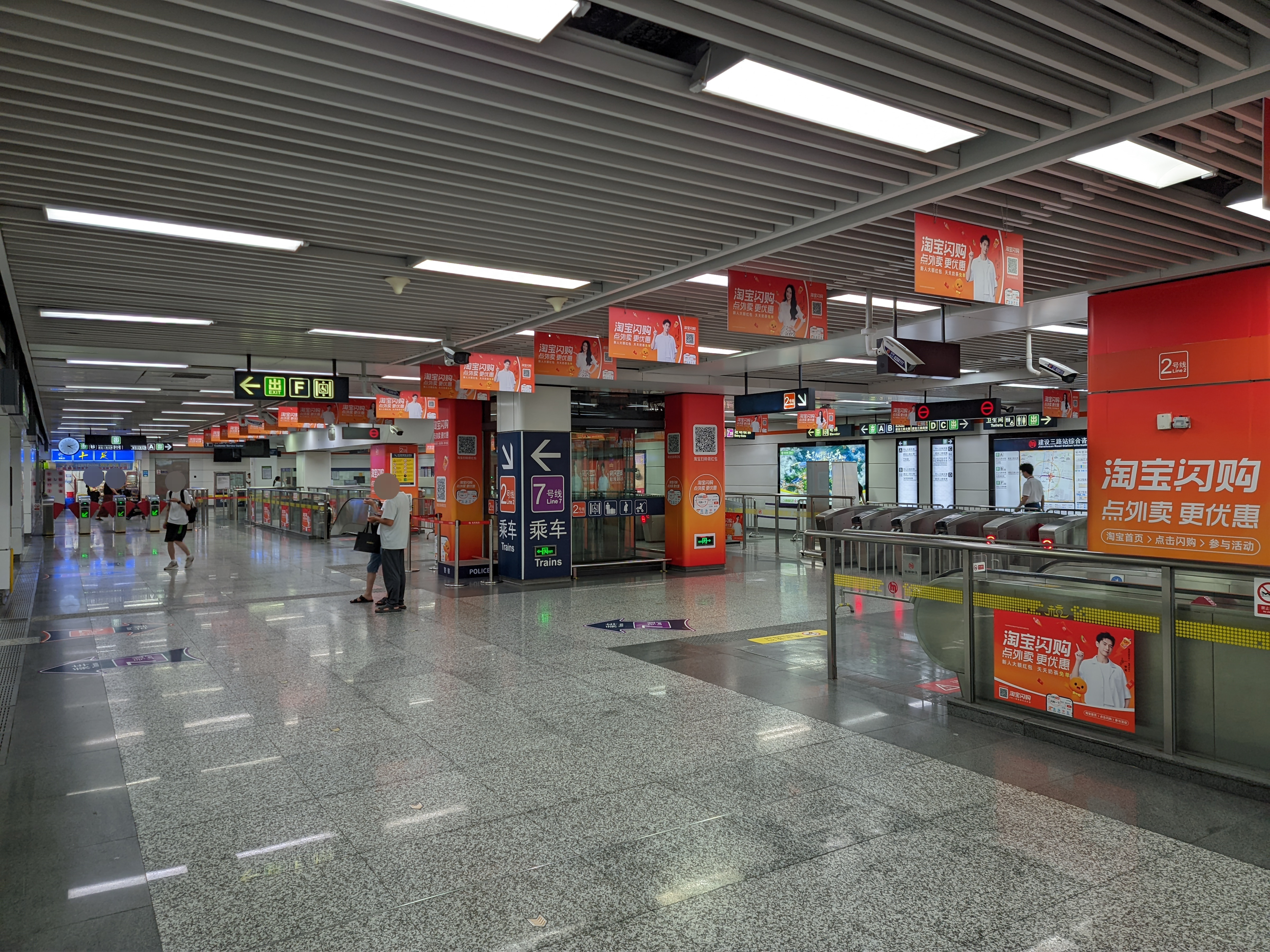
2号線コンコース
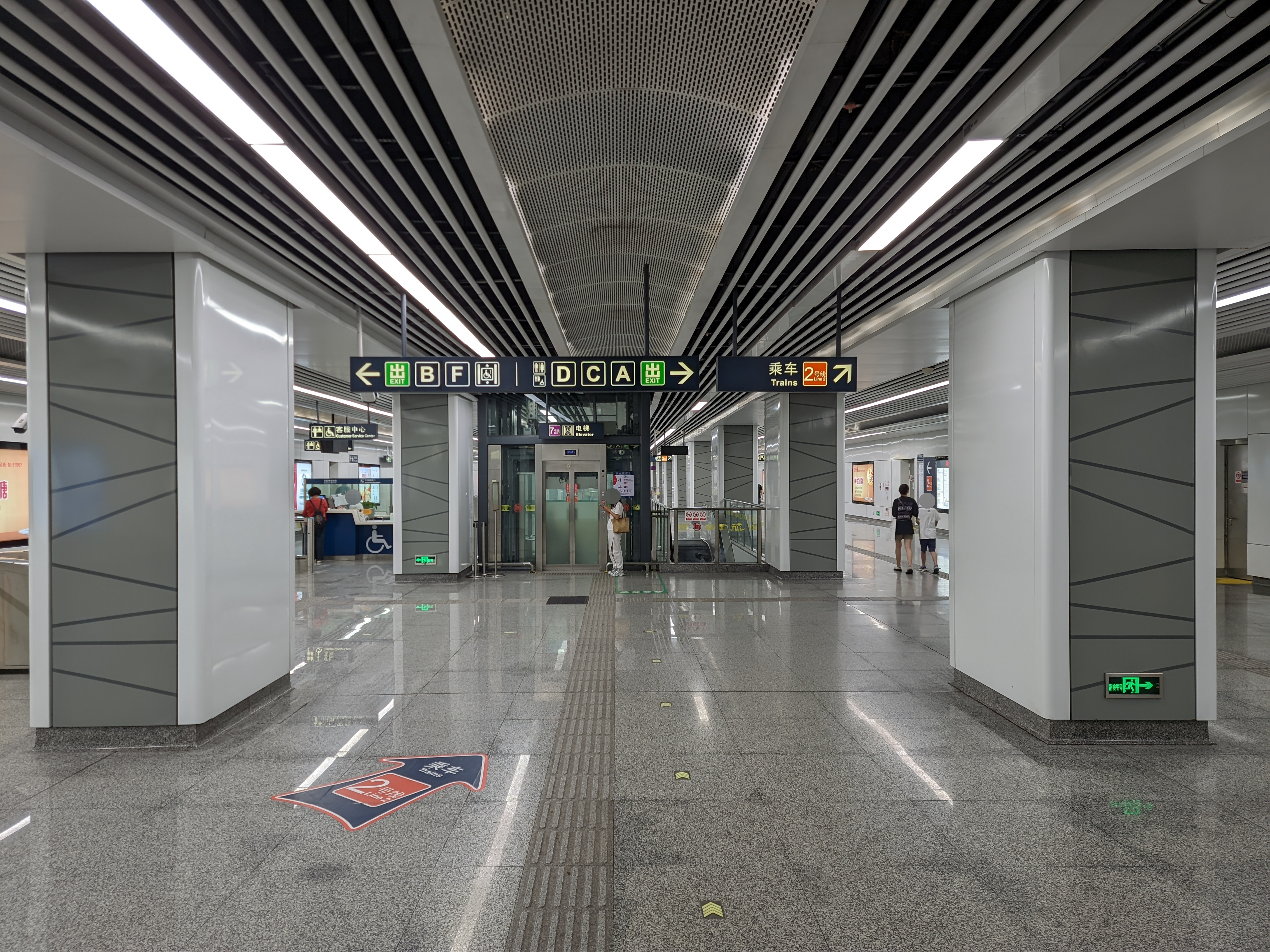
7号線コンコース

## 駅周辺
- 大成名座
- 恒逸・南岸明珠
- 中興広場
- 中誉万豪広場
- 永泰豊広場
- 杭州国際珠宝城
- 緑都百瑞広場
- 一方ビル
- 春天ビル
- 寧安ビル
- 雷迪森鉑麗ホテル
- 都市陽光
- 万向一二三股份公司

## 隣の駅
杭州地下鉄
■ 2号線
建設一路駅 - 建設三路駅 - 振寧路駅
■ 7号線
明星路駅 - 建設三路駅 - 新興路駅